# Danza macabra (film 1964)
Danza macabra è un film del 1964 diretto da Antonio Margheriti con lo pseudonimo di Anthony M. Dawson.
Nel 1971 lo stesso regista ne ha girato un rifacimento a colori, Nella stretta morsa del ragno.

## Trama
Periferia di Londra: un giornalista, Alan Foster, viene inviato ad intervistare Edgar Allan Poe sui suoi racconti del terrore, e si dimostra scettico quando Poe gli confessa che le sue storie sono realmente accadute, e lui non può essere considerato un vero romanziere, ma un cronista esattamente come lui. Per scommessa, Alan accetta di passare la notte dei morti, il due novembre, da solo nel castello abbandonato di Lord Blackwood. Se passerà la notte senza fuggire, all'alba riceverà dallo stesso Lord una ricompensa di cento sterline. Alan si reca nel castello, dove incontra una bellissima donna, Elizabeth Blackwood, ma non si rende conto che si tratta di uno spettro.
Durante quella lunga notte che sembra non avere fine, lei gli farà rivivere le vicende che la portarono alla morte insieme agli altri fantasmi che affollano il castello in quella notte d'orrore. Alan si lascia coinvolgere dalla sua bellissima ospite, e finirà per innamorarsene, senza rendersi conto di essere lui la prossima vittima sacrificale di cui gli spettri hanno bisogno per poter tornare in vita, almeno per una sola notte. Poco prima dell'alba, quando tutti i fantasmi/vampiri risorgono e lo inseguono per ucciderlo, Elizabeth lo difende, aiutandolo a fuggire e sacrificando così la sua stessa esistenza. L'alba arriva ed il fantasma della donna si dissolve, lasciando Alan in salvo vicino al cancello. Ma il destino decide di tenerli uniti: il cancello si chiude con un colpo di vento, innaturale e misterioso, colpendo l'uomo alla nuca con uno dei suoi ferri uncinati. Alan muore così, in piedi, mentre sente la voce di Elizabeth risuonargli nella testa.
Poe corre al castello per tirare le somme della scommessa e, vedendo Alan in piedi, gioisce perché pensa che abbia vinto la scommessa. Avvicinandosi, si accorge però che il suo corpo è privo di vita.

## Produzione
L'idea per Danza macabra venne a Sergio Corbucci quando il produttore Giovanni Addessi gli commissionò un film che avrebbe riutilizzato i set medievali della sua precedente commedia, Il monaco di Monza. Il regista fece scrivere la sceneggiatura al fratello Bruno Corbucci e allo sceneggiatore Gianni Grimaldi. Il soggetto è attribuito a un racconto di Edgar Allan Poe, ma il film non si basa su alcun lavoro specifico di Poe. Ruggero Deodato, che fece da aiuto regista sul set, ha ammesso di essere stato lui a convincere Barbara Steele a recitare nel film, nonostante l'attrice avesse appena fatto 8½ con Federico Fellini e volesse prendere le distanze dai film dell'orrore. Mentre stava per iniziare la produzione, Sergio Corbucci scoprì che il suo programma era in conflitto con le riprese e invitò il suo amico Antonio Margheriti a dirigere la pellicola.
Margheriti aveva un programma serrato per le riprese e girò il film usando lo stesso metodo di una produzione televisiva, impostando quattro telecamere in una volta. Per finire il lavoro in tempo, Margheriti chiamò Sergio Corbucci a dirigere la scena in cui Giovanni Cianfriglia uccide la protagonista interpretata da Barbara Steele.

## Distribuzione
Il film è stato distribuito nei cinema italiani il 27 febbraio 1964, incassando poco più di 100 milioni di lire a livello nazionale. Il deludente risultato al botteghino è stato uno dei motivi che ha spinto Margheriti a realizzare un rifacimento a colori nel 1971, intitolato Nella stretta morsa del ragno. Curiosamente, i doppiatori Maria Pia Di Meo e Giuseppe Rinaldi, voci rispettivamente di Elizabeth e Alan, sarebbero ritornati a doppiare gli stessi personaggi nel remake, mentre l'attore Silvano Tranquilli venne richiamato per interpretare stavolta William. Il regista avrebbe poi commentato che è stato «stupido rifare il film» e che «la fotografia a colori ha distrutto tutto: l'atmosfera, la tensione.»
In Francia Danza macabra è stato distribuito il 14 aprile 1965. La versione francese includeva una scena di nudo dell'attrice Margarete Robsahm.
Margheriti avrebbe in seguito definito il film «ancora più noioso» molti anni dopo la sua distribuzione iniziale.